# Tamás Szeles
Tamás Szeles (Salgótarján, 7 dicembre 1993) è un calciatore ungherese, difensore o centrocampista del Pécs.